# 갈수록 기세등등
《갈수록 기세등등》은 MBN에서 2011년 12월 3일부터 2012년 4월 1일까지 매주 토요일 ~ 일요일 밤 10시 30분에 방영된 주말 시트콤이다.

## 개요
종합편성채널 MBN 개국 특집으로 기획된 작품으로, 아빠, 엄마, 딸이 한 부대에서 근무하는 군인가족의 유쾌한 주말 시트콤이다.

## 등장 인물
- 박해미 - 박해미

46세, 이한별 남매의 엄마, 대령(연대장), 학사장교 출신으로 요리를 포함한 집안살림을 전혀 못한다.
- 이재용 - 이재용

46세, 이한별 남매의 아빠, 중령, 육사 출신 중령으로 자신대신 부인이 대령으로 진급하였으며, 8대 독자로 귀하게 자란 몸이다.
- 이한별 - 박한별

24세, 이재용과 박해미의 첫째 딸, 소위, 육사 출신으로 소위로 임관하였으며, 삼각 러브라인의 주인공이다.
- 이은별 - 윤주희

24세, 이재용과 박해미의 둘째 딸, 백수이자 연예인 지망생으로, 한별의 이란성 쌍둥이 동생이다.
- 이윤석 - 정윤석

7세, 이재용과 박해미의 막내 아들, 한별과 은별의 늦둥이 동생으로, 유치원에 다니고 있다.
- 강인한 - 강지섭

27세, 중사로서 부소대장을 맡고 있으며, 이한별과 러브라인을 형성하는 인물이다.
- 윤소정 - 윤소정

할머니, 주부, 손자 밖에 모르는 욕의 대가이며, 상대가 마음에 들면 엿을 건네주는 성향이 있다.
- 고대로 - 김광규

44세, 원사, 이재용과 죽마고우로 짬의 위력을 보여주는 사람이자 좋은 순정파이다.
- 고아라 - 오이나

24세, 고대로의 외동딸이자 치킨집 사장으로 털털하고 억세 보이지만 사실 극 소심녀이다. 한별, 은별과는 친구사이다.
- 왕성한 - 이시언

24세, 병장, 부산 출신으로 삐끼생활을 하다가 와서 허풍이 심한 폼생폼사 스타일로 절대 무식한 사나이이다.
- 양세형 - 양세형

22세, 상병, 뺀질뺀질 얌생이이자 박쥐 스타일이지만 분위기 메이커로 선임인 왕성한의 사랑을 독차지한다.
- 차윤호 - 지윤호

21세, 이등병, 사회에선 엄친아 군에선 무개념으로 불리며, 비주얼이 우수한 전형적 강남 엄친아이다.
- 김대위 - 박우천

31세, 대위, 군인정신이 투철, 재용 곁에서 각종 업무를 돕는다. 눈치가 없어 재용을 자주 열받게 함
- 한명식 - 지상민

21세, 일병, 차윤호와 허다진의 선임.
- 허다진 - 이상표

이등병, 차윤호와 동기.
- 허정민 - 허정민

군의관, 중위, 박한별과 어렸을 때 소꿉친구이며, 강인한과 라이벌 관계.
- 나예린 - 나예린

하사, 강인한 중사의 후임.

## 그외 인물
- 세미 - 김혜지
- 안주형 - 강철 (19회부터 등장)

부대 사단장, 소장, 부대를 시찰할 때 한번씩 등장한다.

## 제작진
- 연출 - 조진규
- 각본 - 문선희, 최대웅

| MBN 주말시트콤 | MBN 주말시트콤                                     | MBN 주말시트콤      |
| 이전 작품      | 작품명                                             | 다음 작품           |
| -------------- | -------------------------------------------------- | ------------------- |
| -              | 갈수록 기세등등 (2011년 12월 3일 ~ 2012년 4월 1일) | MBN 주말시트콤 폐지 |